# ATEC 321 Faeta
ATEC 321 Faeta FAET je češko ultralahko letalo, ki ga je zasnoval in ga proizvaja družba ATEC. Razvit je bil iz prejšnjega modela ATEC 122 Zephyr 2000. Letalo je dobavljeno kot popolno letalo, pripravljeno za letenje.   

## Oblikovanje in razvoj
Faeta je bila zasnovana v skladu s pravili Fédération Aéronautique Internationale za mikrolahka letala. Letalo je nizskorilec s sedenjem drug ob drugem in fiksnim pristajalnim podvozjem, T-repom in en motor v konfiguraciji traktorja . Je odobren SLSA v ZDA.    
Trup letala je izdelan iz ogljikovih in steklenih vlaken in kompozitnih pregrad. 9,6 m krilo je izdelano iz kompozitnih vlaken, ki so zgrajeni na laminiranem lesenem nosilcu. Zasnova poskuša zagotoviti nižjo težo praznega letala kot 122 Zephyr. Standardni motor, ki je na voljo, je 100 hp (75 kW) štiritaktni agregat Rotax 912ULS .   
Leta 2016 je so letalo posodobili v ATEC 321 FAETA NG s klasičnim repom in povečano MTOW na 600 kg in zamenjali motor z Rotax 912 iS.

## Nesreče
- 2008 Češka, zrakoplov je poletel s preveliko težo in strmoglavil obe osebi na krovu sta umrle.[5]
- 2009 Grčija, zrakoplov je strmoglavil zaradi mehanskih težav obe osebi na krovu sta umrle.
- 2015 Danska, zrakoplov je trčilo v teren in zagorel pilot na krovu je umrl.
- 2016 Norveška, zrakoplovu je odpovedal motor in je pristal na cesti pilot je lažje poškodovan.
- 2018 Nemčija, zrakoplovu je odpovedal motor na ruti med pristankom na polju se je prevrnil.

## Specifikacije (ATEC 321 Faeta)
Podatki iz Bayerl and Tacke
Splošne značilnosti
- Posadka: en upravljavec
- Število sedežev: en potnik
- Razpon kril: 9,6 m (31 ft 6 in)
- Površina kril: 10,1 m2 (109 sq ft)
- Teža praznega letala: 278 kg (613 lb)
- Bruto teža: 472,5 kg (1.042 lb)
- Kapaciteta goriva: 70 L (15 imp gal; 18 US gal)
- Pogon letala: 1 × Rotax 912ULS štiricilindrski, vodno in zračno hlajen, štiritakten, 75 kW (101 hp)
- Propelerji: št. lopatic: 3 kompozitne

Zmogljivost
- Maks. hitrost: 270 km/h (168 mph; 146 kn)
- Potovalna hitrost: 227 km/h (141 mph; 123 kn)
- Hitrost pri porušitvi vzgona: 52 km/h (32 mph; 28 kn)
- Hitrost vzpenjanja: 7 m/s (1.400 ft/min)
- Obremenitev kril: 46,78 kg/m2 (9,58 lb/sq ft)